# Achaemenes (satraap)
Achaemenes was een zoon van Darius I en broer van Xerxes I, onder wiens regering hij satraap van Egypte was. Later werd hij in de opstand van de Egyptenaren tegen Artaxerxes I onder Inaros in 462 v.Chr. gedood.